# Euphorbia tavoyensis
Euphorbia tavoyensis là một loài thực vật có hoa trong họ Đại kích. Loài này được N.P.Balakr. mô tả khoa học đầu tiên năm 1976.